# Quedius nitipennis
Quedius nitipennis – gatunek chrząszcza z rodziny kusakowatych i podrodziny kusaków.

## Taksonomia
Gatunek pojawił się w literaturze po raz pierwszy w 1810 roku u Leonarda Gyllenhaala pod nazwą Staphylinus attenuatus, jednak bez wymaganego opisu, stąd stanowi ona nomen nudum. Po raz pierwszy formalnie opisany został w 1828 roku przez Johana Wilhelma Zetterstedta, który jako miejsce typowe wskazał Laponię. W 1833 roku niezależnie opisany został  przez Jamesa Francisa Stephensa pod nazwami Raphirus nitipennis i Raphirus rufipennis. Jako miejsce typowe pierwszego wskazał Battersea w hrabstwie Devon, a drugiego Suffolk, oba w Anglii. W użyciu znajduje się epitet nitipennis uznany za nomen protectum. Starszy synonim wprowadzony przez Zetterstedta uznano za nomen oblitum, natomiast epitet rufipennis za młodszy synonim.

## Morfologia
Chrząszcz o wydłużonym ciele długości od 5 do 6 mm. Głowa okrągława, smolistoczarna lub czarna z brunatnożółtymi czułkami i głaszczkami. Czułki mają człon pierwszy krótszy niż dwa następne razem wzięte, człon trzeci nie dłuższy niż drugi, a człon przedostatni zauważalnie dłuższy niż szerszy. Oczy słabo uwypuklone. Przedplecze wypukłe, znacznie szersze od głowy, silnie zwężone ku przodowi, brunatne do czarnego. Na powierzchni czarnej tarczki obecne jest punktowanie. Pokrywy czarne, rzadziej brunatne. Odnóża brunatnożółte z goleniami tylnej, a czasem także środkowej pary na wewnętrznych brzegach czarnymi z metalicznym połyskiem. Odwłok smolistoczarny do czarnego, mieniący się słabo. Na przedzie trzech pierwszych tergitów odwłoka nie występują szarobrunatne plamki.

## Ekologia i występowanie
Owad zasiedla lasy, doliny rzek, torfowiska, mokradła, wilgotne łąki i wrzosowiska. Bytuje w wilgotnej ściółce, wśród mchów, pod gnijącymi szczątkami roślinnymi i napływkami.
Gatunek palearktyczny, znany z Islandii, Irlandii, Wielkiej Brytanii, Portugalii, Hiszpanii, Francji, Niemiec, Austrii, Szwajcarii, Włoch, Danii, Szwecji, Norwegii, Finlandii, Estonii, Łotwy, Litwy, Polski, Czech, Węgier, Chorwacji, Bośni i Hercegowiny, Macedonii Północnej, syberyjskiej części Rosji, Kaukazu, azjatyckiej części Turcji, Izraela i Afryki Północnej (w tym z Maroka, Algierii i Tunezji). W Polsce spotykany rzadko, znany z nielicznych stanowisk rozproszonych po całym kraju.